# Arrows A21
Chronologie des modèles (2000)
Arrows A20 Arrows A22
L'Arrows A21 est la monoplace de Formule 1 engagée par l'écurie Arrows lors de la saison 2000 de Formule 1, pilotée par le Néerlandais Jos Verstappen et l'Espagnol Pedro de la Rosa. Le pilote d'essais est l'Australien Mark Webber.

## Contexte et développement

### Une histoire mouvementée
Née en 1978 de la scission de l'écurie Shadow de Don Nichols, l'écurie Arrows n'est jamais parvenue à s'extraire des fonds de grille. Après plusieurs péripéties dans les années 1980, la structure britannique est rachetée à Jackie Oliver par le consortium japonais Footwork qui la rebaptise Footwork Racing en 1991.
L'équipe est reprise, fin 1993, par Oliver qui lui rend son nom d'origine. Faute de budget, la structure britannique végète dans le bas du tableau ; ne parvenant plus à financer l'équipe, Jackie Oliver revend l'essentiel des parts à Tom Walkinshaw, ancien de Ligier et de Benetton Formula. Intégrée à la holding Tom Walkinshaw Racing, l'écurie Arrows démarre 1997 avec de grandes ambitions, passant notamment par le recrutement du champion du monde en titre, Damon Hill. Mais la nouvelle A18 souffre d'une fiabilité catastrophique et d'un moteur Yamaha manquant cruellement de puissance. Avec seulement neuf points, Arrows termine huitième du championnat, très loin des ambitions initiales.
La voiture de 1998 est à peine meilleure, propulsée par un bloc-moteur Hart développé en interne et toujours aussi peu fiable. En manque de liquidités à la fin de la saison, Arrows doit chercher de nouveaux partenaires pour assurer sa survie. Tom Walkinshaw cède ses parts dans l'écurie au prince Ado Ibrahim Malik, qui se prétend issu d'une famille royale nigériane et à la Morgan Greffell Bank, filiale de la Deutsche Bank.
La nouvelle A20, évolution de sa devancière, est toujours propulsée par le moteur Hart et se montre plutôt performante en début de saison, Pedro de la Rosa marquant le point de la sixième place en Australie. Mais le prince Malik et sa société s'avèrent être des usurpateurs et Arrows ne voit pas l'argent promis affluer, gelant le développement de la monoplace qui s'avère rapidement dépassée. Avec un seul point, Arrows termine neuvième du championnat avec dix-sept abandons sur cause mécanique.
Après cette période éprouvante, Arrows est en quête d'un nouveau souffle pour se relancer : un nouveau logo « Team Arrows F1 » est dévoilé et de nouveaux partenaires financiers sont trouvés.

### Choix des pilotes
Pour la saison 2000 Arrows rappelle l'expérimenté Jos Verstappen qui avait déjà piloté pour Arrows en 1996 et qui remplace Toranosuke Takagi. Annoncé comme un grand talent de la Formule 1 au début des années 1990, le Néerlandais n'a jamais pu confirmer les espoirs placés en lui après ses débuts chez Benetton Formula en 1994, passant chez Simtek en 1995, Tyrrell en 1997, Stewart en 1998 et Honda en 1999 comme pilote de développement. Néanmoins, il reste réputé pour sa solide pointe de vitesse et sa bonne expérience.
Rescapé de la catastrophique saison 1999, Pedro de la Rosa est conservé pour 2000. Ancien pilote-essayeur de Jordan Grand Prix en 1998, l'Espagnol, soutenu par le pétrolier Repsol, rejoint Arrows l'année suivante. Sans démériter au volant d'une monoplace limitée, le natif de Barcelone était parvenu à inscrire le seul point de l'écurie lors de la course inaugurale en Australie en profitant des nombreux abandons de ses concurrents. Faute de développement et d'évolution, l'Arrows A20 glissa rapidement dans la hiérarchie et l'Espagnol se retrouva à lutter en fond de grille avec les modestes Minardi.
Le pilote d'essais est l'Australien Mark Webber, ancien pilote du Championnat FIA GT, chez Mercedes lors de la saison 1998. Associé à l'expérimenté Bernd Schneider, il remporte cinq courses mais s'incline au championnat derrière l'autre duo Mercedes, constitué de Klaus Ludwig et de Ricardo Zonta. Pour 1999, Mark Webber participe au programme des 24 Heures du Mans du constructeur allemand, mais un défaut aérodynamique de la Mercedes-Benz CLR l'envoie dans une série de loopings lors des essais puis lors du warm-up du samedi matin. Retrouvant ensuite la monoplace, il est recruté par l'écurie de Formule 3000 Eurobet Arrows, considérée comme l'équipe junior de l'écurie de Formule 1. Profitant des liens entre les deux équipes, il est recruté comme pilote d'essais pour la saison 1999.

### Nouveaux partenaires
Exsangue financièrement à la fin de la saison 1999, Arrows peut compter sur de nouveaux partenaires financiers pour 2000 ; le principal est l'opérateur de téléphonie mobile britannique Orange qui apporte quinze millions de dollars par an pendant trois ans, et donne à l'écurie sa dénomination officielle de Orange Arrows-Supertec. Ce nouveau sponsor donne aux nouvelles monoplaces Arrows une livrée orange et noire caractéristique.
Tom Walkinshaw parvient également à s'assurer l'appui d'Eurobet, une société de paris en ligne, de Lost Boys, un groupe international de médias et d’Internet et de Chello, une société de communications par câble à large bande. Pedro de la Rosa apporte quant à lui huit millions de dollars de son sponsor personnel Repsol. Arrows bénéficie également du soutien logistique de la compagnie aérienne de fret European Aviation de Paul Stoddart.  
Cette arrivée d'argent permet de sécuriser la survie de l'équipe, d'investir dans le développement de la future voiture et d'acquérir des moteurs Supertec plus performants et fiables que les Hart utilisés les deux années précédentes.

## Conception de la monoplace
Comprenant vite les limites de l'A20 dès le début de la saison 1999, l'équipe technique d'Arrows se penche rapidement sur sa remplaçante.  
La conception de la future A21 est confiée à l'ingénieur Mike Coughlan et l'aérodynamicien Eghbal Amidy qui provient de Stewart Grand Prix, assisté de John Davis, chef du département recherches et développement d'Arrows. Eghbal Amidy ayant travaillé la saison précédente sur le développement de la Stewart SF-3, la nouvelle A21 présente ainsi quelques similarités de design avec elle. Globalement, l'A21 est dotée d'un centre de gravité beaucoup plus bas, d'une aérodynamique très travaillée, est plus légère et bénéficie d'une meilleure répartition des masses, rompant avec l'aspect pataud des précédentes monoplaces de l'écurie. Son nez très bas rappelle la McLaren-Mercedes MP4-13 championne du monde en 1998.  
Autre progrès notable, l'arrivée des moteurs Supertec sous le capot des monoplaces britanniques. S'il ne peut rivaliser avec les blocs des écuries de pointe, le FB02 qui est une évolution du Renault RS9, est nettement plus puissant que le poussif Hart avec 780 chevaux contre 715 tout en étant plus léger et fiable que son prédécesseur. La transmission semi-automatique à six rapports est conçue par Arrows en collaboration avec le spécialiste XTrac. Arrows produit également l'embrayage multidisque en carbone de la voiture. Le système de freinage est fourni par Carbone Industrie et les étriers de freins par AP Racing. Le réservoir de carburant possède une capacité maximale de cent trente litres.   
Les pneumatiques restent fournis par Bridgestone, partenaire de l'écurie depuis 1997. 

## Historique

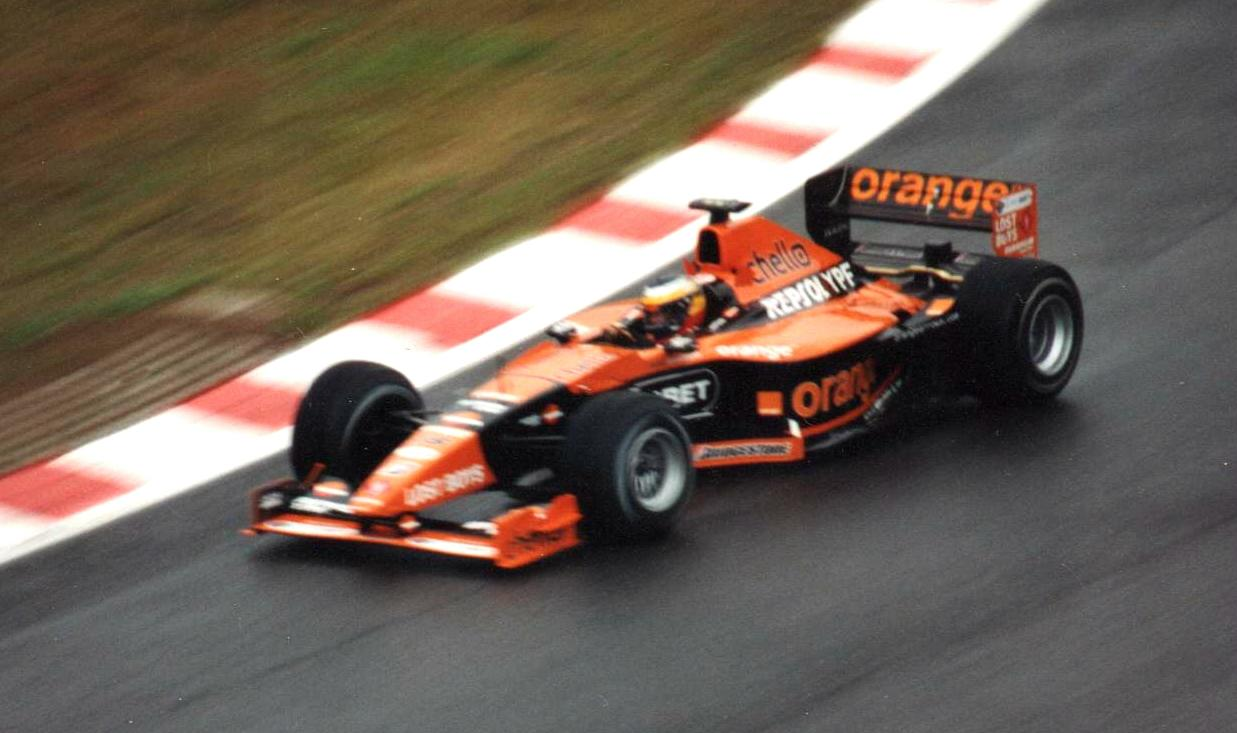
Pedro de la Rosa en Belgique.

### Premiers essais
Pour la nouvelle saison, l'objectif affiché est de terminer parmi les cinq premiers championnat des constructeur. Tom Walkinshaw se montre très confiant lors de la présentation de la monoplace à Silverstone : « Je suis extrêmement fier du travail de mes hommes, et je m'attends à une compétition très serrée derrière McLaren, Ferrari et Jaguar qui dispose désormais des mêmes ressources que les deux grosses écuries du plateau. Nous avons un bon moteur, l'une des meilleures ingénieries de la F1 et deux bons pilotes. Tout est donc possible... »
La voiture fait son premier roulage à Silverstone le 27 janvier 2000 aux mains de Pedro de la Rosa qui se montre satisfait de son expérience : « Je suis très impressionné par la voiture et le moteur a très bien fonctionné, j'ai très hâte d’être aux essais de la semaine prochaine à Barcelone. » Jos Verstappen, qui vient de signer son contrat de pilote titulaire et observe les essais depuis les stands, est également optimiste, jugeant la nouvelle voiture très prometteuse.
Lors des essais d'intersaisons à Barcelone, l'A21 surprend tous les spécialistes en se montrant extrêmement rapide. Pedro de la Rosa bat le record du tour du circuit et tourne même trois secondes plus vite qu'avec l'A20 de l'année précédente. Si beaucoup d'observateurs suspectent l'Arrows de rouler en dessous du poids légal de six cents kilos, la nouvelle monoplace, même lestée de plusieurs kilos supplémentaires pour se conformer au règlement, resterait redoutable. 

### Saison 2000
La manche inaugurale de la saison 2000 se tient en Australie, sur le circuit de l'Albert Park à Melbourne. Dès les essais libres du vendredi, les Arrows surprennent encore une fois les observateurs en intégrant le top dix, confirmant le potentiel aperçu lors des essais d'intersaisons. Mais en qualification le samedi, Verstappen et de la Rosa ne parviennent pas à faire monter leurs pneumatiques en température et doivent se contenter des douzième et treizième places. La course du dimanche se révèle également compliquée ; dès le septième tour, de la Rosa est victime d'un bris de suspension et tape le mur, manquant de peu de provoquer un carambolage avec la Benetton de Giancarlo Fisichella et la Jaguar d'Eddie Irvine. Au même moment, Verstappen subit le même sort mais parvient à garder le contrôle de son A21 ; il rentre au stand pour réparer et remplacer une biellette de direction. Revenu en piste avec trois tours de retard, il est rappelé au stand au dix-huitième tour pour abandonner. 
Pour la course suivante au Brésil, les A21 arrivent avec des biellettes de direction renforcées. Si les essais libres leur permettent à nouveau de mettre en évidence leur vitesse pure, elles ne concrétisent toujours pas en qualification. Verstappen rencontre des problèmes de boîte de vitesse tandis que de la Rosa est coincé dans le trafic : ils s'élancent quatorzième et seizième. En course, Verstappen entame sa remontée et, tirant profit d'une stratégie à un seul arrêt, pointe à la troisième place au trente-et-unième tour. Son arrêt au stand le fait reculer dans la hiérarchie et, physiquement épuisé en fin de course alors qu'il pouvait viser une entrée dans les points, doit se contenter de la huitième place. Son coéquipier vit une course marquée par une excursion hors piste et rejoint l'arrivée juste derrière le Néerlandais. Irrité par la défaillance de Verstappen alors que des points étaient en jeu, Tom Walkinshaw décide de le confier au préparateur physique du club de rugby de Gloucester dont il est propriétaire. 
À Saint-Marin, le représentant de Supertec annonce l'arrivée de deux évolutions sur le bloc-moteur FB02 qui équipe les Arrows et Benetton : une Spec B pour les qualifications et la Spec A2 pour la course. Sur ce circuit rapide, les A21 se montrent peu à leur avantage : de la Rosa est treizième tandis que Verstappen qui, se plaint de sa suspension arrière, prend la seizième place. En course, Pedro de la Rosa se fait prendre un tour par Mika Hakkinen avant qu'un bris mécanique au cinquante-et-unième tour n'envoie sa monoplace dans le mur. Verstappen remonte à la neuvième place en début de course mais perd tout le fruit de ses efforts lorsqu'il doit rentrer au stand, au onzième tour, en raison de vibrations sur sa roue avant droite. Revenu en piste, il bloque la Prost AP03 de Jean Alesi, qui évolue pourtant deux tours devant lui, ce qui lui vaut une pénalité et de terminer quatorzième et dernier. 
Le week-end du Grand Prix de Grande-Bretagne, exceptionnellement avancé en avril, se déroule sous une forte pluie. Verstappen fait encore une fois parler la pointe de vitesse de son A21 en se qualifiant huitième tandis que de la Rosa, gêné par le trafic, est dix-huitième. En course, le manque de fiabilité de la monoplace entraîne un double abandon sur problème électrique. Au soir de son 250e Grand Prix, le score d'Arrows est toujours vierge, loin des ambitions du début de saison. 
À Barcelone, début mai, Pedro de la Rosa amène son A21 à la neuvième place en qualifications tandis que Verstappen prend le douzième temps. Mais l'Espagnol est disqualifié pour essence non-conforme et doit s'élancer de la dernière place pour la course. Tom Walkinshaw renonce à faire appel, craignant que la sanction ne soit alourdie par le tribunal d'appel de la FIA. L'essence prélevée dans le réservoir de l'Arrows ne provient pas de Repsol , sponsor de l'écurie, mais d'un fabricant recommandé par Supertec. La course ne donne pas davantage satisfaction : Verstappen abandonne au vingt-septième tour après un souci de boîte de vitesse tandis que de la Rosa s'accroche avec Alesi et abandonne dès le deuxième tour. Furieux, le Français qualifie le Catalan de « pilote médiocre » dans la presse. 
Sur le Nürburgring pour le Grand-Prix d'Europe, les A21 sont dans le coup en qualification avec une douzième place pour de la Rosa et une treizième pour Verstappen. La course du Néerlandais se termine au trentième tour après un accrochage avec Eddie Irvine mais de la Rosa gère parfaitement la piste mouillée et coupe la ligne d'arrivée au sixième rang : le premier point de la saison d'Arrows est aussi le premier de l'écurie depuis l'Australie 1999. À la fin de l'épreuve, Walkinshaw dévoile la stratégie de l'équipe : « Lorsque nous avons appris qu'il allait pleuvoir, nous avons programmé un premier arrêt précoce pour embarquer le plus d'essence possible. Cela nous permettait d'avoir une flexibilité maximum selon l'évolution de la météo. Pedro a su étirer son relais jusqu'au 48e tour, ce qui fut déterminant ! Il a montré une grande maturité, gardant un bon rythme sans faire de faute. » Dde la Rosa commente sa performance : « Le résultat acquis ne doit rien aux abandons et aux sorties de piste, c'est un point à souligner. J'ai signé de très bons temps au début sur le sec, et sur le mouillé, alors que la voiture avançait moins bien, je suis resté avec le groupe de tête. C'est très satisfaisant. »
Pour le très lent tracé urbain de Monaco, les A21 reçoivent deux petites ailettes de chaque côté du museau pour augmenter l'appui aérodynamique. Les qualifications restent compliquées, Verstappen ne faisant pas mieux que quinzième, juste devant de la Rosa. L'Espagnol détruit sa voiture lors du warm-up et emprunte la monoplace de réserve pour la course, qu'il achève dès le premier tour, heurté par la Williams-BMW de Jenson Button. Jos Verstappen remonte à la huitième place mais, sous la pression de la Prost-Peugeot de Nick Heidfeld, part à la faute au virage du Bureau de Tabac, percute le rail de sécurité et abandonne.
Sur le très rapide tracé de Montréal, Pedro de la Rosa tire parti de la vitesse de pointe de son Arrows en se qualifiant neuvième tandis que son équipier réalise le treizième temps. Dimanche, dans des conditions pluvieuses, de la Rosa menace la McLaren-Mercedes de Mika Häkkinen qu'il tente de doubler à plusieurs reprises mais effectue aussi plusieurs hors-piste et abandonne sur bris de suspension. Verstappen se montre très offensif : septième au cinquante-septième tour, le Néerlandais double Alexander Wurz pour s'emparer de la sixième place et fond sur un Jarno Trulli, en difficulté sur une piste détrempée. Verstappen attaque à l'intérieur d'une chicane et déborde l'Italien pour s'emparer de la cinquième place qu'il ne quitte plus jusqu'au drapeau à damier,. 
Dans le paddock du circuit de Nevers Magny-Cours, pour le Grand-Prix de France, Jean-Yves Houé, patron du département F1 de Mecachrome, se félicite des performances de son moteur : « Avec Benetton, nous sommes derrière les deux top-teams, intouchables, et Arrows est passée du fond de grille au milieu. » Il précise l'importance du développement accompli durant l'hiver qui a mené du FB01 de 1999  au FB02 de 2000 : « Plus une seule pièce ne provient du bloc de l'an passé. » Néanmoins, Arrows a toujours du mal à concrétiser son potentiel, ce qui se confirme encore lors des qualifications : de la Rosa se qualifie treizième après des soucis électriques tandis que Verstappen, vingtième et incapable de trouver de l'adhérence, ne devance que les modestes Minardi. En course, les deux pilotes abandonnent sur panne de transmission. 
Le week-end du Grand-Prix d'Autriche est marqué par les discussions sur la motorisation qui équipera les Arrows en 2021. Suite à l'annonce du retrait de Peugeot de la Formule 1, la mystérieuse société Asian Motor Tecnics (AMT) a racheté les blocs-moteurs A20 qui équipent les Prost pour les commercialiser. Si la rumeur fait état de discussion avec Minardi pour une fourniture l'année prochaine, Arrows est considéré comme un futur client crédible. La piste autrichienne semble convenir aux Arrows A21 qui réalisent les dixième et douzième temps, Verstappen devançant son équipier. Si le Néerlandais endommage sa voiture lors du départ chahuté du dimanche, de la Rosa s'empare de la troisième place au quatrième tour mais, au trentième tour l'Espagnol doit revenir au stand pour abandonner sur  problème de transmission ; Verstappen a renoncé dès le quatorzième tour après un souci de moteur. Encore une fois, de gros points sont perdus alors que des rivaux comme Sauber ou BAR terminent dans les points. Au championnat des constructeurs, Arrows reste bloquée à la huitième et dernière place, avec Jaguar Racing.   
À Hockenheim, fin juillet, il est officiel qu'Arrows utilisera en 2001 les moteurs Peugeot badgés Asiatech. Malgré le manque de fiabilité inquiétant du A20 qui équipe les monoplaces de  Prost Grand-Prix, Tom Walkinshaw s'est probablement laissé séduire par la fourniture gratuite des moteurs alors que le Supertec est vendu au prix fort. Sur le rapide Hockenheimring, les A21 tirent leur épingle du jeu en qualifications avec une cinquième place pour de la Rosa et une onzième pour Verstappen. Lors du warm-up du dimanche matin, l'Espagnol confirme la pointe de vitesse de l'A21 en obtenant le troisième temps. En course, s'il ne peut soutenir le rythme des Ferrari, McLaren et Williams, il inscrit le point précieux de la sixième place. En revanche, Verstappen part à la faute au trente-neuvième tour et abandonne. Au championnat, Arrows devance maintenant Jaguar avec quatre points contre trois mais a deux unités de retard sur Sauber. 
Le week-end du Grand-Prix de Hongrie coïncide généralement avec les premiers transferts en vue de la saison prochaine. Pedro de la Rosa est ainsi cité chez Jaguar Racing en remplacement de Johnny Herbert dont la carrière s'achèvera à la fin de la saison. Le paddock du Hungaroring voit également l'apparition de Toranosuke Takagi, ancien pensionnaire d'Arrows, et qui est cité chez Prost pour 2001 en échange de la fourniture du moteur Mugen-Honda. Tom Walkinshaw ne manque pas de donner son avis sur le pilote japonais : « J'ai déjà donné et je ne le reprendrais pour rien au monde ! » Sur le lent circuit hongrois, les A21 ne sont pas à leur aise avec le quinzième temps pour de la Rosa et le vingtième pour Verstappen. Les Arrows voient l'arrivée encore hors des points : Verstappen terminant treizième et de la Rosa seizième.  
Sur le rapide tracé belge de Spa Francorchamps, les Arrows souffrent d'un sous-virage qui les pénalise en qualification : de la Rosa est seizième et Verstappen vingtième. Le dimanche, la piste détrempée gêne de nombreux pilotes. Au dixième tour, Verstappen percute la Benetton de Fisichella, endommage le museau de sa voiture et doit repasser par les stands pour réparer ; il termine quinzième. Pedro de la Rosa connaît également une course délicate marquée par une pénalité de dix secondes au quatorzième tour pour avoir dépassé Pedro Diniz sous drapeau jaune. Au vingt-septième tour, l'Espagnol est obligé de repasser par les stands à cause d'une crevaison et ne rejoint l'arrivée qu'en seizième position, devançant seulement la Minardi de Gaston Mazzacane.   
Début septembre, Arrows est agitée en interne par le départ prochain de son aérodynamicien Eghbal Hamidy, recruté par Jordan Grand Prix pour remplacer Mike Gascoyne, parti chez Benetton Formula. Tom Walkinshaw s'oppose toutefois au départ du spécialiste iranien, arguant que ce dernier a un contrat valable jusque fin 2001. De plus, Hamidy aurait déjà commencé à travailler sur les plans de la future A22 et serait susceptible de partager ces informations avec son futur employeur. À Monza, sur le très rapide Autodromo, les véloces A21 sont particulièrement à l'aise en qualifications : de la Rosa, dixième, précède Verstappen qui réalise le onzième temps. Lors du départ du dimanche, de la Rosa être impliqué dans un spectaculaire accident qui élimine plusieurs voitures ; en revanche, Verstappen effectue plusieurs dépassements et s'empare de la troisième place en doublant Ralf Schumacher au seizième tour. Il affronte ensuite la BAR-Honda de Ricardo Zonta revenu sur lui et ne lui cède sa position qu'après une solide défense. Le Néerlandais termine quatrième, le meilleur résultat d'Arrows de la saison et depuis la quatrième place de Mika Salo à Monaco en 1998,. Surtout, les points marqués permettent à l'équipe de Tom Walkinshaw de passer devant Sauber au championnat des constructeurs.   
Presque dix ans après le précédent Grand Prix, à Phoenix, la Formule 1 revient aux États-Unis, sur l'Indianapolis Motor Speedway. Reprenant une partie de l'ovale, le tracé devait convenir aux rapides A21 mais Verstappen et de la Rosa se perdent dans les réglages de leurs monoplaces en qualifications et se qualifient treizième et dix-huitième. En course, Verstappen profite de la pointe de vitesse de l'Arrows pour remonter jusqu'en cinquième position avant que ses freins ne lâchent, au trente-cinquième tour, le contraignant à l'abandon. Pedro de la Rosa roule dans les points et lutte contre David Coulthard et Ralf Schumacher jusqu'à ce que sa boîte de vitesses ne reste coincée sur le cinquième rapport, provoquant son abandon au quarante-sixième tour. Arrows laisse encore échapper de gros points par manque de fiabilité et permet à BAR-Honda et Jordan prendre dix points d'avance au championnat ; maigre consolation, Sauber, Jaguar et Minardi ne parviennent toujours pas à scorer.    
L'équipe Arrows débarque au Japon, pour l'avant-dernière manche de la saison, alors que quatre moteurs Supertec partis de Viry-Châtillon au début de la semaine ne sont toujours pas arrivés ; le retard d'acheminement dure jusqu'au jeudi soir, veille des premiers essais. En marge de l'épreuve, Corrado Provera, directeur de Peugeot Sport et Daniele Audetto, le bras droit de Tom Walkinshaw, évoquent la future collaboration entre Arrows et AMT qui doit fournir des moteurs Peugeot A20 à Arrows en 2001. En qualifications, les A21 sont victimes de soucis techniques : défaillances hydrauliques pour de la Rosa et fuite d'eau pour Verstappen qui se qualifient treizième et quatorzième. En course, Verstappen abandonne dès le neuvième tour sur panne d'alimentation électrique tandis que de la Ros termine douzième, hors des points. Alors que la dernière course en Malaisie se profile, Arrows reste menacée par Sauber qui n'a qu'un seul point de retard.     
Le lendemain du Grand Prix de Suzuka, les pilotes Arrows effectuent trois jours d'essais à Valence sur une A21 modifiée pour accueillir le moteur AMT ; peu d'informations filtrent sur les résultats et les conditions de ces tests,.    
Pour la dernière course de la saison, à Sepang, Pedro de la Rosa s'égare dans son choix de pneus et se classe quatorzième des qualifications tandis que Verstappen prend le quinzième temps après avoir abîmé un radiateur lors d'une sortie de piste. Le dimanche, de la Rosa abandonne dès le premier tour, percuté par Nick Heidfled, tandis que la remontée de Verstappen, un temps cinquième, est anéantie par une boîte de vitesse bloqué sur le cinquième rapport ; le Néerlandais termine dixième.   
Arrows termine septième du championnat des constructeurs avec sept points. Jos Verstappen prend la douzième place du championnat des pilotes avec cinq points tandis que Pedro de la Rosa se classe seizième avec deux points.

### Bilan
L'objectif fixé en début de saison - intégrer le top cinq -  n'a pas été atteint. Si l'A21 figure régulièrement parmi les monoplaces ayant la meilleure vitesse de pointe, sa fiabilité très médiocre n'a pas été compensée par les performances de ses pilotes : en trente-quatre départ, les A21 abandonnent vingt fois alors que les Benetton B200, dotées du même moteur, prennent la quatrième place du championnat des constructeurs avec trois podiums, presque trois fois plus de points et deux fois moins d'abandons. Dans des interviews données en fin de saison, les pilotes reconnaissent qu'ils s'attendaient à marquer davantage de points et que de nombreuses occasions ont été gâchées.

## Résultats en championnat du monde de Formule 1
| Saison | Écurie         | Moteur            | Pneus       | Pilotes          | Courses | Courses | Courses | Courses | Courses | Courses | Courses | Courses | Courses | Courses | Courses | Courses | Courses | Courses | Courses | Courses | Courses | Points inscrits | Classement |
| Saison | Écurie         | Moteur            | Pneus       | Pilotes          | 1       | 2       | 3       | 4       | 5       | 6       | 7       | 8       | 9       | 10      | 11      | 12      | 13      | 14      | 15      | 16      | 17      | Points inscrits | Classement |
| ------ | -------------- | ----------------- | ----------- | ---------------- | ------- | ------- | ------- | ------- | ------- | ------- | ------- | ------- | ------- | ------- | ------- | ------- | ------- | ------- | ------- | ------- | ------- | --------------- | ---------- |
| 2000   | Arrows F1 Team | Supertec FB02 V10 | Bridgestone |                  | AUS     | BRÉ     | SMR     | GBR     | ESP     | EUR     | MON     | CAN     | FRA     | AUT     | ALL     | HON     | BEL     | ITA     | USA     | JAP     | MAL     | 7               | 7e         |
| 2000   | Arrows F1 Team | Supertec FB02 V10 | Bridgestone | Pedro de la Rosa | Abd     | 8e      | Abd     | Abd     | Abd     | 6e      | Np      | Abd     | Abd     | Abd     | 6e      | 16e     | 16e     | Abd     | Abd     | 12e     | Abd     | 7               | 7e         |
| 2000   | Arrows F1 Team | Supertec FB02 V10 | Bridgestone | Jos Verstappen   | Abd     | 7e      | 14e     | Abd     | Abd     | Abd     | Abd     | 5e      | Abd     | Abd     | Abd     | 13e     | 15e     | 4e      | Abd     | Abd     | 10e     | 7               | 7e         |

Légende : ici 